# Тоомпеа
Тоомпеа (от немското Domberg – Катедрален хълм) е варовиков хълм и квартал (бивш град), намиращ се в централната градска част на Талин, столицата на Естония.
Хълмът е с около 20-30 метра по-висок от останалите сгради в столицата, макар и площта му да не е много голяма. Върху него са разположени няколко сгради, включително тази на Естонския парламент и Естонската академия на науките.
Някога на хълма е имало дървена крепост, построена от предполагаемите първи заселници по онези земи. След векове крепостта се превръща в замък, а по-късно е построена и кула. През 1878 година Тоомпеа, който дотогава е самостоятелен град, се слива с Талин.
Днес на хълма се намират 2 катедрали, сградата на естонския парламент и Естонската академия на науките.
Местна легенда гласи, че хълмът е изграден от Линда – съпруга на митичния герой Калев. След смъртта му тя изградила гроб на съпруга си от варовикови скали, който по-късно се превърнал в хълма Тоомпеа.